# Universität für National- und Weltwirtschaft

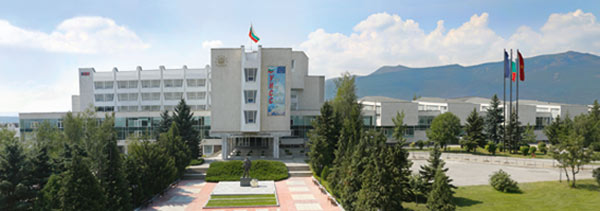
Der Gebäudekomplex heute

Die Universität für National- und Weltwirtschaft (bulgarisch Университет за национално и световно стопанство Universitet za nacionalno i svetovno stopanstvo, kurz УНСС/UNSS) – kurz UNWE (für englisch University of National and World Economy) – ist die größte und älteste Wirtschaftshochschule in Sofia und ganz Bulgarien. Das Motto ist „Morgen wird die Zukunft unser sein“.

## Geschichte
Die Universität geht auf die am 5. Juli 1920 gegründete Freie Universität für Politik- und Wirtschaftswissenschaften (aus dem Bulg. Свободен университет за политически и стопански науки) zurück. Erster Rektor wurde Stefan Bobtschew. 1940 wurde die Universität in Staatliche Hochschule für Finanz-, und Administrative Wissenschaften (kurz SHFAW, aus dem Bulg. Държавно висше училище за финансови и административни науки) umbenannt. welches nach der Machtergreifung der Kommunisten 1947 als Fakultät für Wirtschafts-, und Sozialwissenschaften in die Universität Sofia eingegliedert wurde. 1953 beschloss die kommunistische Regierung die Ausgliederung der Fakultät und die Wiederherstellung der Hochschule als Hohes Wirtschaftsinstitut (aus dem Bulg. Висш икономически институт) und im selben Jahr die Umbenennung in Hohes Wirtschaftsinstitut Karl Marx. Seit dem Fall des Kommunismus in Bulgarien trägt die Universität ihren heutigen Namen.

## Aufbau heute
In der anabin-Datenbank wird die Universität auch „Universität für Volks- und Weltwirtschaft“ genannt.
Es gibt 8 Fakultäten:
- Businessfakultät
- Fakultät für Führung und Administration
- Fakultät für Angewandte Informatik und Statistik
- Fakultät für Internationale Wirtschaft und Statistik
- Fakultät für Wirtschaft der Infrastruktur
- Fakultät für Allgemeinwirtschaft
- Fakultät für Rechtswissenschaften